# Фалавекија (Милано)
Фалавекија је насеље у Италији у округу Милано, региону Ломбардија.
Према процени из 2011. у насељу је живело 180 становника. Насеље се налази на надморској висини од 106 м.